# Ràdio transistor

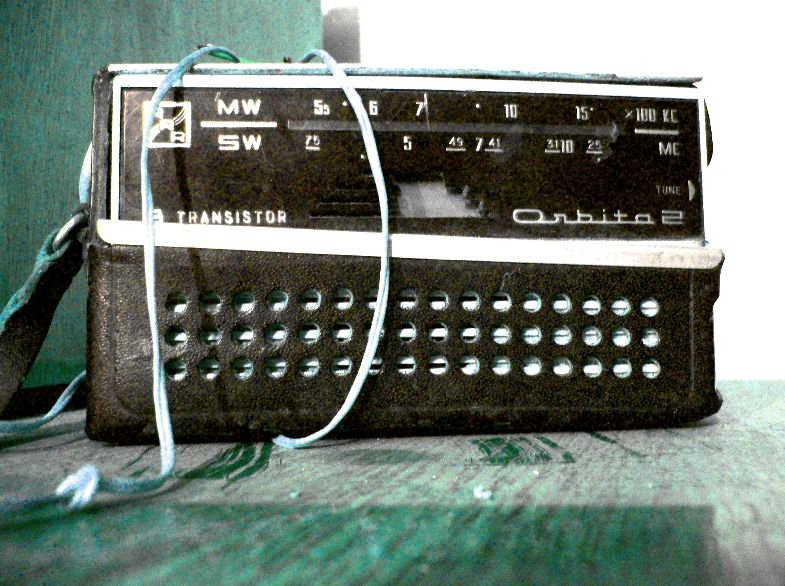
Ràdio a transistors.

Un ràdio transistor o ràdio a transistors és un petit receptor de ràdio portàtil que utilitza circuits electrònics a base de transistors. Després del desenvolupament de 1954, basat en la invenció del transistor el 1947, les ràdios a transistors es van convertir en el dispositiu de comunicació més popular del seu temps, la producció va arribar centenars de milions durant les dècades de 1960 i 1970. La seva reduïda grandària va disparar un canvi en els hàbits de les persones que els va permetre escoltar música i notícies allà on fossin. A partir de començaments de la dècada de 1980 les ràdios a transistors AM van ser superades per dispositius amb millor qualitat d'àudio, reproductors portàtils de CD i reproductors personals d'àudio MP3.

## Antecedents

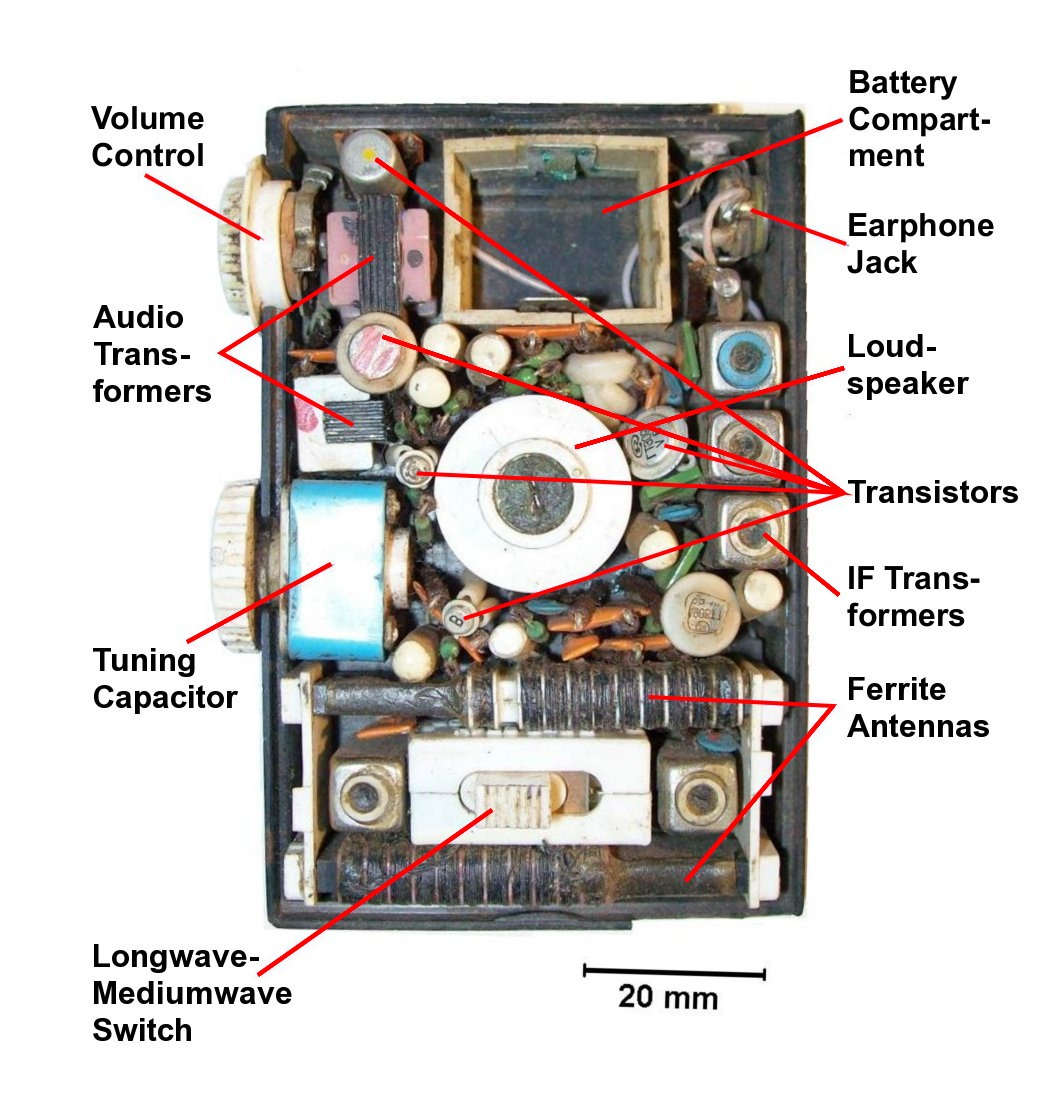
Ràdio amb cinc transistors, amb la seva part posterior oberta mostrant les seves parts.

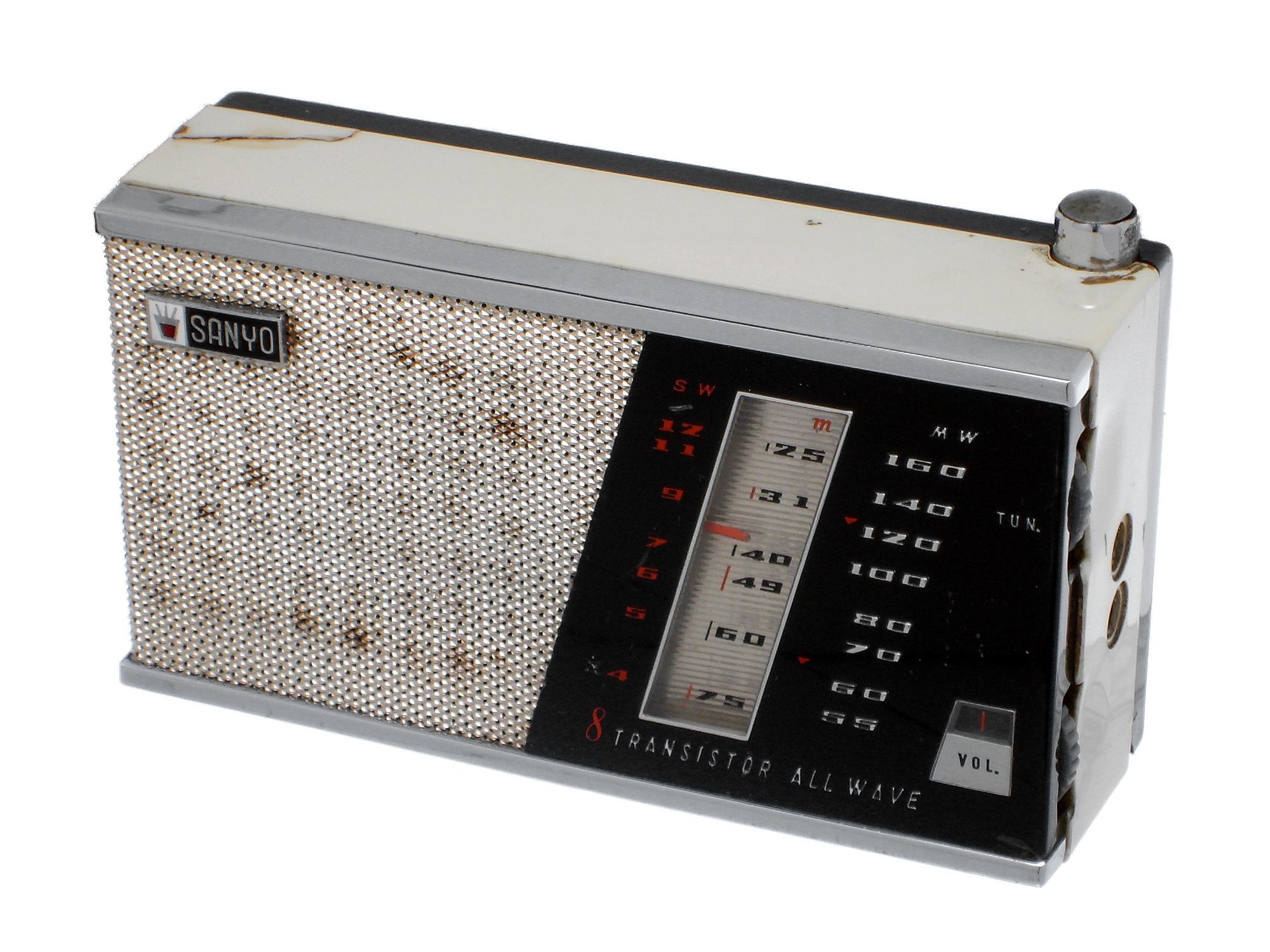
Ràdio a transistors model 8S-P3 de Sanyo, la qual captava bandes AM i d'ona curta.

Abans que s'inventés el transistor, les ràdios utilitzaven vàlvules. Encara que es van fabricar ràdios portàtils a vàlvules, les mateixes eren voluminoses i pesades a causa de les grans bateries i transformadors necessaris per alimentar el gran consum de potència de les vàlvules. Una excepció al pes i l'alt consum elèctric, van ser els equips militars, les ràdios a vàlvules d'avions i de vehicles terrestres, que van aconseguir certa miniaturització.
El 25 de desembre de 1921 a les Bell Laboratories es va fer funcionar el primer transistor.  l'equip de científics que va desenvolupar l'amplificador d'estat sòlid en els Bell Laboratories estava format per William Shockley, Walter Houser Brattain, i John Bardeen. Després d'obtenir una patent per l'invent, l'empresa va brindar una conferència de premsa el 30 de juny de 1948, en la qual es va presentar un prototip d'una ràdio a transistors.
Existeixen nombroses empreses que reclamen el títol d'haver estat la primera a produir una ràdio a transistors pràctica, el qual sovint és assignat de manera incorrecta a Sony (originalment Tòquio Telecommunications Engineering Corporation). Texas Instruments havia demostrat diversos aparell de ràdio completament transistoritzats AM (amplitud modulada) el 25 de maig de 1954, però les seves prestacions eren molt inferiors al dels models equivalents a vàlvules. Una ràdio transistoritzada operativa va ser demostrada l'agost de 1953 a la Fira de Ràdio de Düsseldorf per l'empresa alemanya Intermetall.  Estava construïda emprant quatre transistors fabricats a mà per Intermetall, basats en el transistor d'unió de Germani denominat "Transistron" que havia estat inventat el 1948 per Herbert Mataré i Heinrich Welker. No obstant això, tal com havia succeït amb les unitats prèvies de Texas Instruments (entre d'altres) només se'n van construir prototips; mai va entrar en producció comercial. Cap el 1952 RCA havia presentat un prototip d'una ràdio a transistors i és probable que RCA i altres fabricants de ràdios tinguessin plans per produir les seves pròpies ràdios a transistors, però Texas Instruments i la Divisió Regency d'IDEA, van ser els primers en oferir un model comercial a partir d'octubre de 1954.